# Yūki Amami
Pour les articles homonymes, voir Amami.
Yūki Amami (天海祐希, Amami Yūki), née Yūri Nakano (中野 祐里, Nakano Yūri) le 8 août 1967 à Tokyo (Japon) dans l'arrondissement spécial de Taito-ku, est une actrice japonaise. 

## Filmographie

### Cinéma
- 1996 : Countdown : Yoko Sugimura
- 1996 : Misty : Masako
- 1999 : Black Angel Vol. 2 : Mayo
- 2001 : Inugami (狗神?) de Masato Harada : Miki Bonomiya
- 2001 : Rendan (連弾?) de Naoto Takenaka : Sasaki Namiko
- 2001 : Sennen no koi: Hikaru Genji monogatari (千年の恋 ひかる源氏物語?) de Tonkō Horikawa (ja) : Hikaru Genji
- 2001 : Yawaraka na hou : Kasumi Moriwake
- 2002 : Face à son destin (突入せよ! あさま山荘事件, Totsunyū seyo! Asama sansō jiken?) de Masato Harada : Sachiko Sassa
- 2002 : Utsutsu : Woman with umbrella
- 2004 : Crying Out Love in the Center of the World (世界の中心で、愛をさけぶ, Sekai no chūshin de, ai o sakebu?) d'Isao Yukisada : le patron de Sakutaro
- 2005 : Inu no eiga : Misaki
- 2007 : Batterî : Makiko Harada
- 2007 : Sausu baundo : Sakura Uehara
- 2008 : Asahiyama dôbutsuen: Pengin ga sora o tobu
- 2008 : Ponyo sur la falaise : Granmamare (voix)
- 2008 : The Magic Hour (ザ・マジックアワー, Za majikku awā?) de Kōki Mitani : la femme en habits de deuil
- 2009 : Amarufi: Megami no hôshû : Saeko Yagami
- 2009 : Kaiji: Jinsei gyakuten gēmu : Rinko Endo
- 2009] : Zerachin shirubâ love : Lounge Présentatriceess
- 2011 : Bara to samurai : Anne the Tornado
- 2013 : Kiyosu kaigi : Ninja
- 2014 : Zipang Punk
- 2015 : Ao no ran
- 2015 : Ashura 2003 : Ashura
- 2015 : Legacy of SOMA: Aonoran : Soma
- 2016 : Koisaika Miyamoto : Miyoko Miyamoto
- 2017 : Chiadan: Joshi kousei ga chiadansu de zenbei seihashichatta honto no hanashi : Kaoruko Saotome / Mrs. Hell
- 2017 : Mary et la Fleur de la sorcière : Madam Mumblechook (voix)
- 2017 : Okuda Tamio ni naritai Boy to deau otoko subete kuruwaseru Girl
- 2019 : Saiko no Jinsei no Mitsuke Kata : Mako Goda
- 2020 : Kaiji : Final Game : Rinko Endo
- 2021 : I Don't Have Any Money Left in My Retirement Account : Atsuko Goto

### Télévision

#### Séries télévisées
- 1997 : Shingurusu
- 1998 : Shinsengumi keppuhroku : Kiyo
- 2001 : Fighting Girl : Mitsui
- 2001 : Suiyobi no joji : Ai Sakura / Ai Okajima
- 2002 : Bara no jujika : Aki Takahata
- 2002 : Toshiie to Matsu: Kaga hyakumangoku monogatari : Haru
- 2005 : Jo'ô no kyôshitsu : Maya Akutsu
- 2005 : Onna no ichidaiki : Fubuki Koshiji
- 2007 : Enka no joô : Okochi Himawari
- 2008 : Around 40: Chûmon no ôi onna tachi : Satoko Ogata
- 2009 : Fumô chitai : Yada / Beniko Hamanaka
- 2009-2011 : Boss : Osawa Eriko
- 2010 : Gold : Yuri saotome
- 2010 : Wagaya no rekishi
- 2012 : Kaeru no ôjosama : Kurasaka Mio
- 2012 : Kekkon Shinai : Kirishima Haruko
- 2013 : Garireo : Mashiba Ayane
- 2013 : Olympic no minoshirokin : Eiko kasahara
- 2013 : Onna Nobunaga : Nobunaga Oda
- 2014-2017 : Kinkyû Torishirabeshitsu : Yukiko Makabe
- 2015 : Gisô no Fûfu
- 2016 : Chef: Mitsuboshi no Kyûshoku : Mitsuko
- 2017 : Baipureiyâzu: Moshimo 6 nin no mei wakiyaku ga sheahausu de kurashi tara

#### Téléfilms
- 1998 : Ishimitsu Makiyo no shogai : Hana Mizuno
- 2001 : Utakoi onsen e yôkoso : Sachiko
- 2014 : Oiesan : Yone Suzuki, 'Oiesan'
- 2015 : Kinkyû Torishirabeshitsu: Onna Tomodachi : Yukiko Makabe
- 2015 : Watashi to iu Na no Hensôkyoku

## Distinctions

### Récompenses
- 2001 : Prix de la meilleure actrice lors du Festival international du film de Catalogne
- 2002 : Blue Ribbon Award de la meilleure actrice pour Inugami, Rendan et Sennen no koi: Hikaru Genji monogatari[1]